# Comptonatus

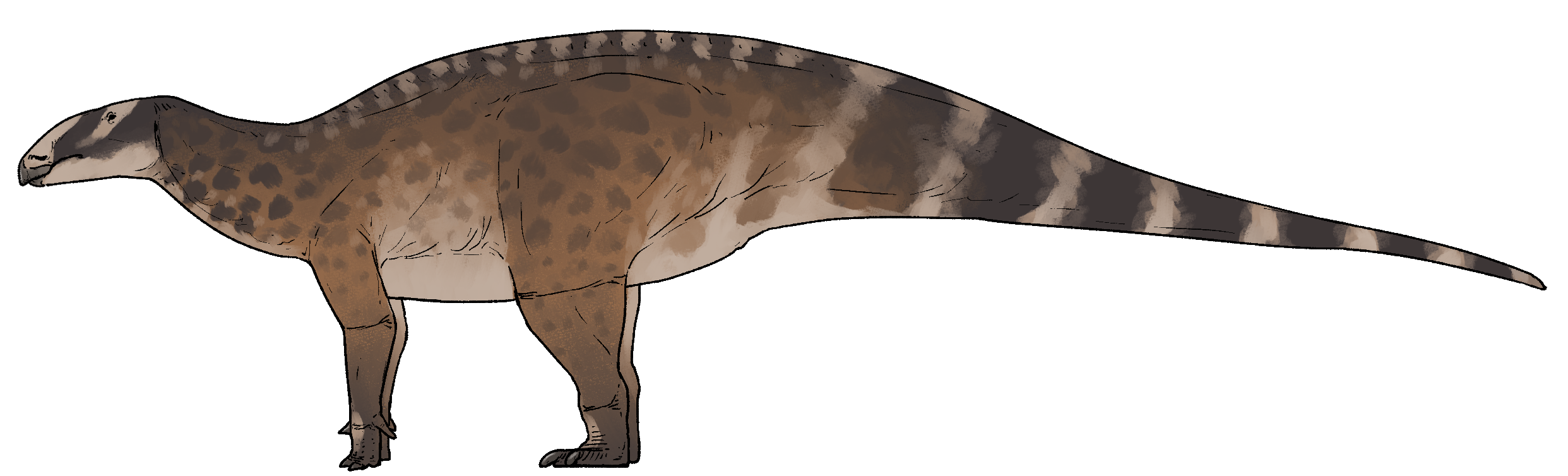
Comptonatus

Comptonatus is een geslacht van plantenetende ornithischische dinosauriërs, behorende tot de Euornithopoda, dat tijdens het vroege Krijt leefde in het gebied van het huidige Engeland. De enige benoemde soort is Comptonatus chasei.

## Naamgeving
De amateurpaleontoloog Nick Chase ontdekte in de zomer van 2013 in de kliffen van Compton Bay, op de westkust van Wight, het skelet van een grote euornithopode. Dit werd onder leiding van Stephen Hutt geborgen in september en oktober 2013. Het werd overgebracht naar het Dinosaur Isle Museum te Sandown, waar het geprepareerd werd door Gary Blackwell. Jeremy Lockwood, die deel uitmaakte van het opgravingsteam, dacht eerst te maken te hebben met een exemplaar van Mantellisaurus, maar kwam later tot de conclusie dat het nieuwe soort betrof. Na de dood van Chase eind 2019, besloot de gepensioneerde arts Lockwood die soort in 2021 te gaan beschrijven, mede in het kader van een dissertatie over de grote euornithopoden van Wight.

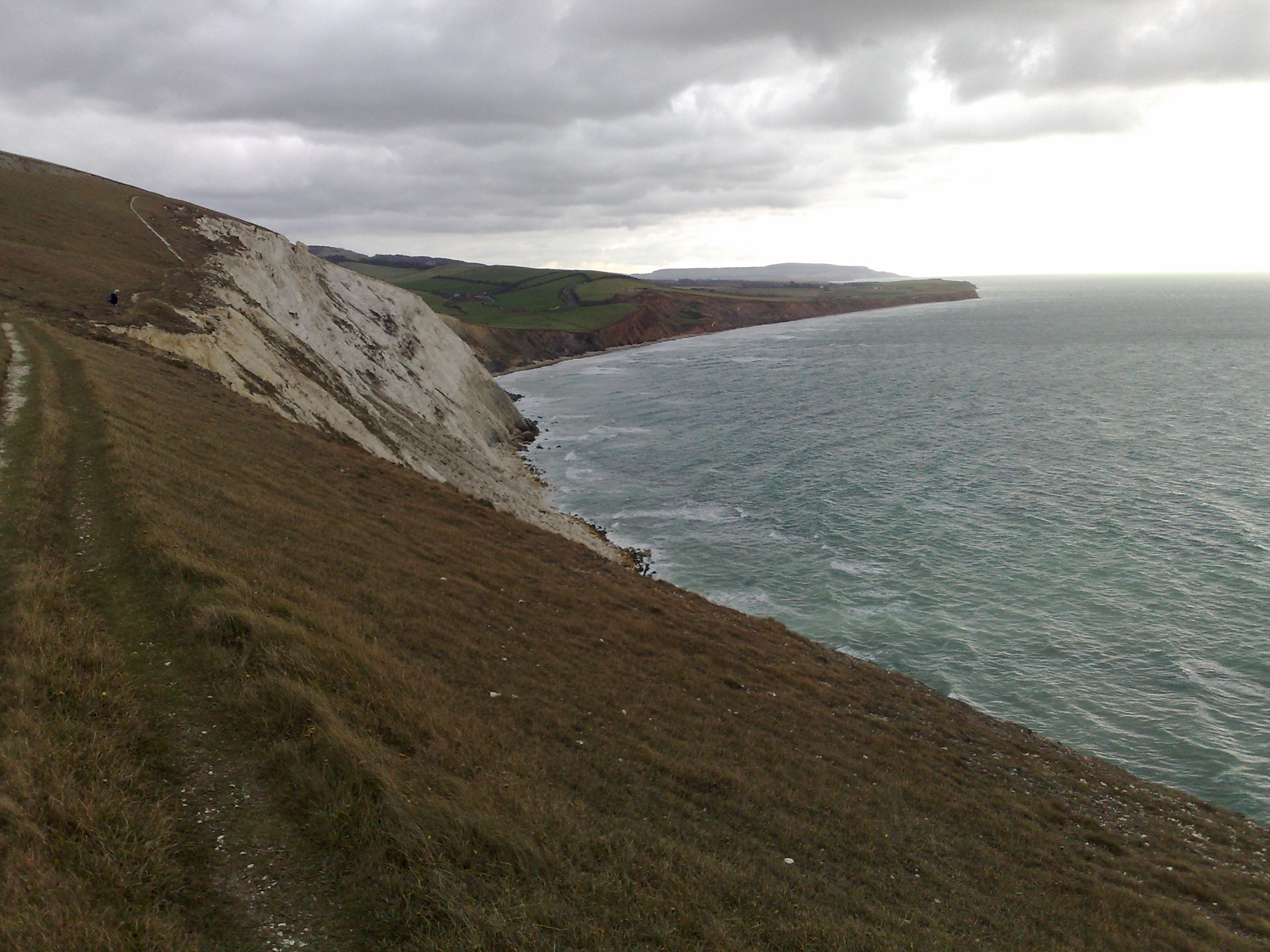
Compton Bay

In 2024 werd de typesoort Comptonatus chasei benoemd en beschreven door Jeremy Andrew F. Lockwood, David Michael Martill en Susannah Catherine Rose Maidment. De geslachtsnaam is een contractie van Compton, de vindplaats, en het Latijn tonatus, "gedonderd", een verwijzing naar de grote lichaamsomvang. De soortaanduiding eert wijlen Chase, ook wegens zijn enorme algemene bijdrage aan de paleontologie van Wight waar hij talrijke belangwekkende fossielen ontdekte die hij alle afstond aan wetenschappelijke instituten. Op 20 oktober 2018 kreeg hij hiervoor de Mary Anning Award.

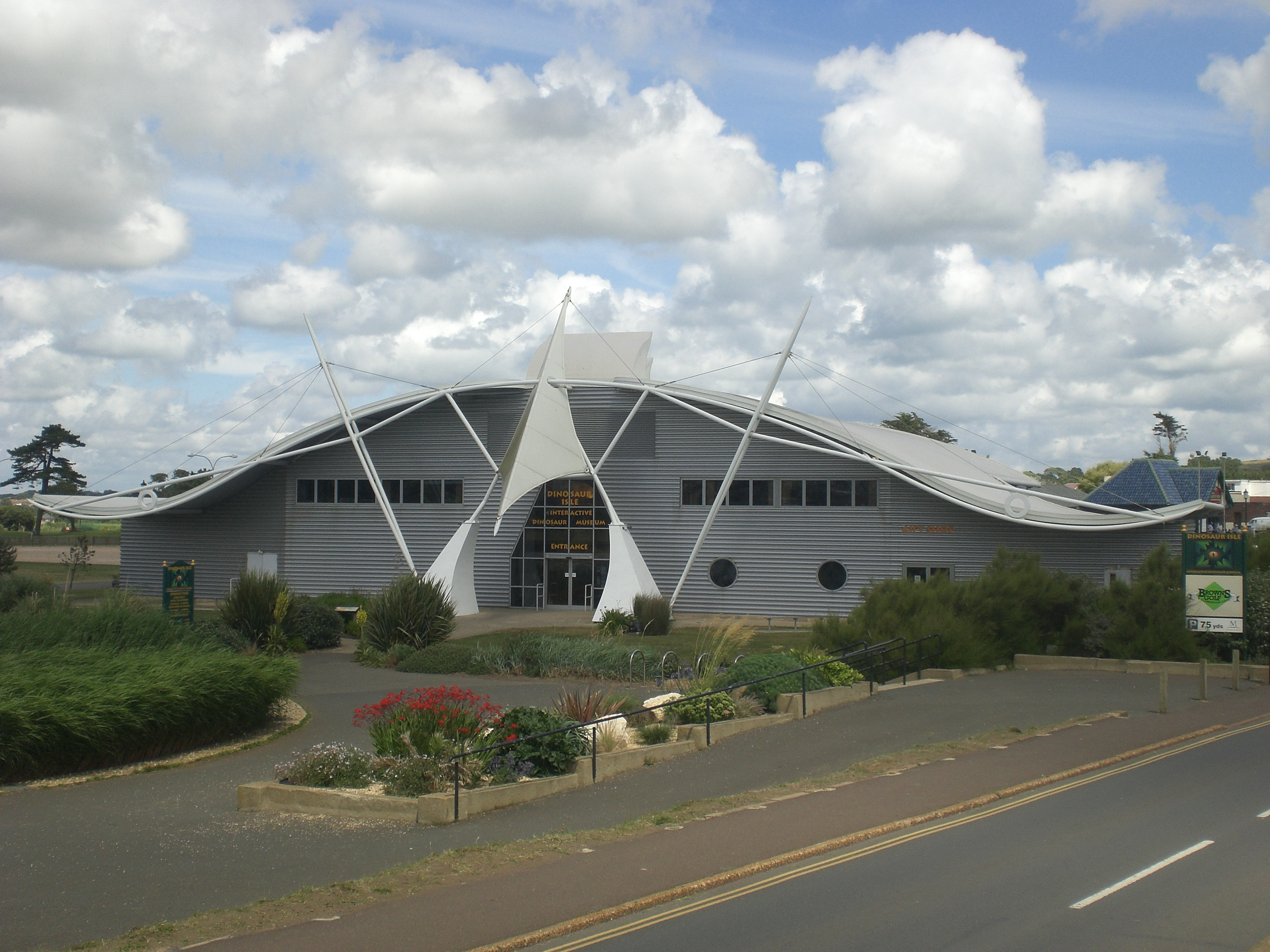
Dinosaur Isle Museum

Het holotype, IWCMS 2014.80, is gevonden in een laag gefossiliseerd plantenmateriaal uit de Wessexformatie die dateert uit het midden van het Barremien en ruwweg 127 miljoen jaar oud is. Het bestaat uit een skelet met schedel. Het bewaart het rechterbovenkaaksbeen, een stuk rechterneusbeen, beide ploegschaarbeenderen, beide quadrata, beide squamosa, beide prefrontalia, beide postorbitalia, de hersenpan, het rechterdentarium, stukken van het linkerdentarium, het linkersurangulare, een losse dentaire tand, acht halswervels (niet de atlas of draaier), nekribben, vijftien ruggenwervels inclusief een achterste sacrodorsaal, ribben, het heiligbeen, veertig staartwervels, vijftien chevrons, beide schouderbladen, beide ravenbeksbeenderen, beide borstbeenderen,  het rechteropperarmbeen, het linkerspaakbeen, de linkerellepijp, de linkerpols, het derde en vierde linkermiddenhandsbeen, het tweede en vijfde rechtermiddenhandsbeen, beide duimen, het eerste kootje van de tweede linkervinger, het tweede kootje van een tweede vinger (welke zijde is onbekend), het eerste kootje van de vijfde rechtervinger, beide darmbeenderen, beide schaambeenderen, beide zitbeenderen, het linkerdijbeen, beide scheenbeenderen, beide kuitbeenderen, beide sprongbeenderen, het tweede rechtermiddenvoetsbeen, het tweede, derde en vierde linkermiddenvoetsbeen, het eerste kootje van de tweede rechterteen, het eerste en tweede kootje van de tweede linkerteen, het vierde kootje van de derde rechterteen, het eerste, tweede, derde en vierde kootje van de derde linkerteen en het eerste, tweede, derde en vierde kootje van de vierde linkerteen.
Het skelet omvat 149 bewaarde elementen. Het holotype is het meest complete dinosauriërskelet dat in een eeuw tijd in het Verenigd Koninkrijk is ontdekt. Het betreft een jongvolwassen dier dat wel de geslachtsrijpheid bereikt had, maar nog niet volgroeid was.

## Beschrijving

### Grootte en onderscheidende kenmerken
Het museum vermeldt bij de vitrine met de botten een lichaamslente van vier meter. Lockwood schatte in persberichten het gewicht op negenhonderd kilogram wat goed past bij een lengte van ruim vijf meter, wat bevestigd wordt door een dijbeenlengte van 735 millimeter.
De beschrijvers stelden enkele onderscheidende kenmerken vast ten opzichte van de Iguanodontia als geheel. Sommige daarvan zijn autapomorfieën, unieke afgeleide eigenschappen. Schuin boven en buiten de opgaande tak van het supraoccipitale, het centrale bovenste bot van het achterhoofd, toont het wandbeen een bultje en een trede. Het beenplateau van het exoccipitale overhangt de beenstijl van het exoccipitale. De tandkronen van zowel de dentaire als maxillaire tanden bezitten gegroefde (verticale) hoofdrichels. Het ravenbeksbeen heeft een bult op de bovenste zijkant van de binnenzijde. Het ravenbeksbeen heeft een uitholling op de binnenzijde waar een hoornvormige richel nauw op aansluit. Het scheenbeen heeft een bult op de binnenzijde nabij de bovenrand.
Verder is er een unieke combinatie van op zich niet unieke kenmerken. In de trog in de onderzijde van het basioccipitale bevindt zich een middenrichel. De wervels van de staartbasis hebben hoge doornuitsteeksels, meer dan driemaal hoger dan het wervellichaam en bij de eerste wervel zelfs zo'n viermaal hoger. Behalve de eerste en tweede wervel hebben zowel de voorste als de middelste staartwervels een diepe trog in de onderzijde. Het schouderblad mist een trog boven het schoudergewricht. Het blad van de processus praepubicus van het schaambeen is opvallend verticaal verbreed met in de reconstructie een maximale hoogte die tweeënhalf maal de minimale hoogte (van de insnoering) bedraagt.

### Skelet

#### Schedel
De kop moet een lengte gehad hebben van ongeveer twee voet. De voorhoofdsbeenderen zijn langer dan overdwars breed. Het bovenvlak van het beenplateau aan de binnenzijde van het bovenkaaksbeen is plat, niet overdwars hol gekromd. De rand ervan is niet naar buiten gedraaid. Het gedeelte van het bovenkaaksbeen gelegen voor het midden van de opgaande tak beslaat 56% van de totale lengte. Dat is een vrij lage waarde; bij Brighstoneus bedraagt dit 76%. De extra foramina zijn cirkelvormig, maar ovaal aan de uiteinden van het bovenkaaksbeen; bij Brighstoneus zijn ze alle rond, bij Mantellisaurus grotendeels rechthoekig maar soms ovaal.  Bij de groeve in de voorste tak van het bovenkaaksbeen voor het contact met de praemaxilla ligt aan de buitenzijde een ovale uitholling die bij verwanten ontbreekt. Het bovenkaaksbeen draagt ongeveer zevenentwintig tanden, twee minder dan bij Brighstoneus, maar meer dan bij Mantellisaurus. Bij de maxillaire tanden ligt de hoofdrichel dicht op de achterrand. De hoofdrichel heeft een smalle verticale groeve die helemaal tot aan het spits reikt. Bij het quadratum is de achterste beenstijl zwak ontwikkeld, in tegenstelling tot Mantellisaurus.
Bij het dentarium van de onderkaak is de onderrand recht, niet vooraan naar beneden gebogen en niet achteraan verlengd, alles anders dan bij verwanten. De onderkaak als geheel is ook niet afhangend. De hoogte in het midden bedraagt 18% van de lengte. De binnenwand is in bovenaanzicht weinig gegolfd, net als bij Brighstoneus, maar anders dan bij Mantellisaurus. De achterzijde heeft een hoogte gelijk aan 13% van de lengte. Er staan ongeveer vierentwintig tanden in de onderkaak, vier minder dan bij Brighstoneus, maar meer dan bij Mantellisaurus. Ook bij de dentaire tanden heeft de hoofdrichel een groeve tot aan het uiteinde, weer anders bij verwanten.

#### Postcrania
De voorste halswervels zijn in zijaanzicht langwerpig met een holle onderzijde; bij Mantellisaurus zijn ze meer vierkant met een rechte onderkant. In de overgang van de nek naar de rug liggen minstens twee opisthocoele wervels die dus van voren bol en van achteren hol zijn. Dat lijkt een meer te zijn dan bij verwanten hoewel de telling onzeker is. De voorste ruggenwervels zijn langer dan hoog; bij verwanten is het omgekeerd. Het heiligbeen telt zes sacrale wervels plus een uit de staart ingevangen caudosacraal. De derde wervel is gekield, de vierde heeft een trog; de vijfde is plat op de onderzijde. Bij Brighstoneus is de vierde wervel plat; bij Mantellisaurus heeft de derde en vijfde wervel een trog. De derde tot en met vierentwintigste staartwervels hebben een opvallende trog op de onderzijde; Brighstoneus bezit daar troggen, maar Mantellisaurus helemaal niet. De eerste chevron verschijnt op de derde in plaats van tweede staartwervel.
Op het schouderblad is de processus acromialis naar boven gericht in plaats van schuin naar achteren. Het blad is tot 16% van de lengte ingesnoerd; bij Mantellisaurus bedraagt dit 11%. In het ravenbeksbeen is het foramen coracoideum vergroot, met een uitholling aan de voorrand. Bij het borstbeen is het buitenste achterste uitsteeksel robuust, maar 2,9 maal langer dan de minimale breedte; bij Mantellisaurus is de verhouding 5,6.
Het opperarmbeen is een derde langer dan het spaakbeen. De ellepijp heeft een opvallende richel nabij het onderste uiteinde; bij Mantellisaurus is die richel subtiel. Het vierde middenhandsbeen heeft, recht op het element bekeken, een rechte zijrand in plaats van een holle. Bij het vijfde middenhandsbeen is het bovenste gewrichtsvlak hoger dan breed in plaats van andersom.
Bij het darmbeen is het voorblad bandvormig met evenwijdige randen, niet ingesnoerd als bij Mantellisaurus. Het aanhangsel voor het schaambeen heeft 43% van de lengte van het voorblad, een hoge waarde. De binnenzijde van het voorblad maakt een hoek van 30° met het horizontale vlak. Het voorblad is om de lengteas gewrongen, anders dan bij Brighstoneus. Het aanhangsel voor het zitbeen maakt maar een kleine hoek met de bovenrand van het darmbeen. Dit aanhangsel heeft geen bult op het zijvlak, anders dan bij Mantellisaurus. De richel op de basis van het achterblad beslaat 28% van de hoogte van het zijvlak. Het zitbeen heeft een krachtige "voet", anders dan bij Mantellisaurus.
Bij het dijbeen is de groeve tussen de onderste gewrichtsknobbels bijna gesloten, anders dan bij Mantellisaurus. Het onderste derde eel is opvallend naar achteren gebogen; bij verwanten is het recht. Het dijbeen is 7% langer dan het scheenbeen.

## Fylogenie
Comptonatus werd door een analyse in de Iguanodontidae geplaatst, als zustersoort van Mantellisaurus.
|  | Iguanodon                                                      |
|  |                                                                |
|  | Barilium                                                       |
|  |                                                                |
|  | \| \| Comptonatus \| \| \| \| \| \| Mantellisaurus \| \| \| \| |
|  |                                                                |
|  | Comptonatus                                                    |
|  |                                                                |
|  | Mantellisaurus                                                 |
|  |                                                                |

|  | Comptonatus    |
|  |                |
|  | Mantellisaurus |
|  |                |

|  | Bolong        |
|  |               |
|  | Jinzhousaurus |
|  |               |

|  | Batyrosaurus    |
|  |                 |
|  | Penelopognathus |
|  |                 |

|  | Sirindhorna      |
|  |                  |
|  | Hadrosauromorpha |
|  |                  |

|  | Batyrosaurus    |
|  |                 |
|  | Penelopognathus |
|  |                 |

|  | Sirindhorna      |
|  |                  |
|  | Hadrosauromorpha |
|  |                  |

|  | Batyrosaurus    |
|  |                 |
|  | Penelopognathus |
|  |                 |

|  | Sirindhorna      |
|  |                  |
|  | Hadrosauromorpha |
|  |                  |

|  | Batyrosaurus    |
|  |                 |
|  | Penelopognathus |
|  |                 |

|  | Sirindhorna      |
|  |                  |
|  | Hadrosauromorpha |
|  |                  |

|  | Bolong        |
|  |               |
|  | Jinzhousaurus |
|  |               |

|  | Batyrosaurus    |
|  |                 |
|  | Penelopognathus |
|  |                 |

|  | Sirindhorna      |
|  |                  |
|  | Hadrosauromorpha |
|  |                  |

|  | Batyrosaurus    |
|  |                 |
|  | Penelopognathus |
|  |                 |

|  | Sirindhorna      |
|  |                  |
|  | Hadrosauromorpha |
|  |                  |

|  | Batyrosaurus    |
|  |                 |
|  | Penelopognathus |
|  |                 |

|  | Sirindhorna      |
|  |                  |
|  | Hadrosauromorpha |
|  |                  |

|  | Batyrosaurus    |
|  |                 |
|  | Penelopognathus |
|  |                 |

|  | Sirindhorna      |
|  |                  |
|  | Hadrosauromorpha |
|  |                  |

|  | Bolong        |
|  |               |
|  | Jinzhousaurus |
|  |               |

|  | Batyrosaurus    |
|  |                 |
|  | Penelopognathus |
|  |                 |

|  | Sirindhorna      |
|  |                  |
|  | Hadrosauromorpha |
|  |                  |

|  | Batyrosaurus    |
|  |                 |
|  | Penelopognathus |
|  |                 |

|  | Sirindhorna      |
|  |                  |
|  | Hadrosauromorpha |
|  |                  |

|  | Batyrosaurus    |
|  |                 |
|  | Penelopognathus |
|  |                 |

|  | Sirindhorna      |
|  |                  |
|  | Hadrosauromorpha |
|  |                  |

|  | Batyrosaurus    |
|  |                 |
|  | Penelopognathus |
|  |                 |

|  | Sirindhorna      |
|  |                  |
|  | Hadrosauromorpha |
|  |                  |

|  | Bolong        |
|  |               |
|  | Jinzhousaurus |
|  |               |

|  | Batyrosaurus    |
|  |                 |
|  | Penelopognathus |
|  |                 |

|  | Sirindhorna      |
|  |                  |
|  | Hadrosauromorpha |
|  |                  |

|  | Batyrosaurus    |
|  |                 |
|  | Penelopognathus |
|  |                 |

|  | Sirindhorna      |
|  |                  |
|  | Hadrosauromorpha |
|  |                  |

|  | Batyrosaurus    |
|  |                 |
|  | Penelopognathus |
|  |                 |

|  | Sirindhorna      |
|  |                  |
|  | Hadrosauromorpha |
|  |                  |

|  | Batyrosaurus    |
|  |                 |
|  | Penelopognathus |
|  |                 |

|  | Sirindhorna      |
|  |                  |
|  | Hadrosauromorpha |
|  |                  |

|  | Iguanodon                                                      |
|  |                                                                |
|  | Barilium                                                       |
|  |                                                                |
|  | \| \| Comptonatus \| \| \| \| \| \| Mantellisaurus \| \| \| \| |
|  |                                                                |
|  | Comptonatus                                                    |
|  |                                                                |
|  | Mantellisaurus                                                 |
|  |                                                                |

|  | Comptonatus    |
|  |                |
|  | Mantellisaurus |
|  |                |

|  | Bolong        |
|  |               |
|  | Jinzhousaurus |
|  |               |

|  | Batyrosaurus    |
|  |                 |
|  | Penelopognathus |
|  |                 |

|  | Sirindhorna      |
|  |                  |
|  | Hadrosauromorpha |
|  |                  |

|  | Batyrosaurus    |
|  |                 |
|  | Penelopognathus |
|  |                 |

|  | Sirindhorna      |
|  |                  |
|  | Hadrosauromorpha |
|  |                  |

|  | Batyrosaurus    |
|  |                 |
|  | Penelopognathus |
|  |                 |

|  | Sirindhorna      |
|  |                  |
|  | Hadrosauromorpha |
|  |                  |

|  | Batyrosaurus    |
|  |                 |
|  | Penelopognathus |
|  |                 |

|  | Sirindhorna      |
|  |                  |
|  | Hadrosauromorpha |
|  |                  |

|  | Bolong        |
|  |               |
|  | Jinzhousaurus |
|  |               |

|  | Batyrosaurus    |
|  |                 |
|  | Penelopognathus |
|  |                 |

|  | Sirindhorna      |
|  |                  |
|  | Hadrosauromorpha |
|  |                  |

|  | Batyrosaurus    |
|  |                 |
|  | Penelopognathus |
|  |                 |

|  | Sirindhorna      |
|  |                  |
|  | Hadrosauromorpha |
|  |                  |

|  | Batyrosaurus    |
|  |                 |
|  | Penelopognathus |
|  |                 |

|  | Sirindhorna      |
|  |                  |
|  | Hadrosauromorpha |
|  |                  |

|  | Batyrosaurus    |
|  |                 |
|  | Penelopognathus |
|  |                 |

|  | Sirindhorna      |
|  |                  |
|  | Hadrosauromorpha |
|  |                  |

|  | Bolong        |
|  |               |
|  | Jinzhousaurus |
|  |               |

|  | Batyrosaurus    |
|  |                 |
|  | Penelopognathus |
|  |                 |

|  | Sirindhorna      |
|  |                  |
|  | Hadrosauromorpha |
|  |                  |

|  | Batyrosaurus    |
|  |                 |
|  | Penelopognathus |
|  |                 |

|  | Sirindhorna      |
|  |                  |
|  | Hadrosauromorpha |
|  |                  |

|  | Batyrosaurus    |
|  |                 |
|  | Penelopognathus |
|  |                 |

|  | Sirindhorna      |
|  |                  |
|  | Hadrosauromorpha |
|  |                  |

|  | Batyrosaurus    |
|  |                 |
|  | Penelopognathus |
|  |                 |

|  | Sirindhorna      |
|  |                  |
|  | Hadrosauromorpha |
|  |                  |

|  | Bolong        |
|  |               |
|  | Jinzhousaurus |
|  |               |

|  | Batyrosaurus    |
|  |                 |
|  | Penelopognathus |
|  |                 |

|  | Sirindhorna      |
|  |                  |
|  | Hadrosauromorpha |
|  |                  |

|  | Batyrosaurus    |
|  |                 |
|  | Penelopognathus |
|  |                 |

|  | Sirindhorna      |
|  |                  |
|  | Hadrosauromorpha |
|  |                  |

|  | Batyrosaurus    |
|  |                 |
|  | Penelopognathus |
|  |                 |

|  | Sirindhorna      |
|  |                  |
|  | Hadrosauromorpha |
|  |                  |

|  | Batyrosaurus    |
|  |                 |
|  | Penelopognathus |
|  |                 |

|  | Sirindhorna      |
|  |                  |
|  | Hadrosauromorpha |
|  |                  |